# Prathigada crataevae
Prathigada crataevae är en svampart som först beskrevs av Hans Sydow, och fick sitt nu gällande namn av Chirayathumadom Venkatachalier Subramanian 1956. Prathigada crataevae ingår i släktet Prathigada, divisionen sporsäcksvampar och riket svampar.   Inga underarter finns listade i Catalogue of Life.